# Nuoto agli XI Giochi sudamericani
Le competizioni di nuoto agli XI Giochi sudamericani si sono svolte dal 27 al 30 maggio 2018 al G.A.M.C. Aquatics Center at Mariscal Santa Cruz Park di Cochabamba. Le gare di nuoto in acque libere si sono tenute il 1º giugno 2018 a La Angostura Lake.

## Medaglie

### Uomini
| Evento              | Oro | Tempo      | Argento | Tempo      | Bronzo                                                                                                  | Tempo      |
| Stile libero        | |            | |            | |            |
| 50m                 | Renzo Tjon-A-Joe Suriname                                                                                         | 22.65      | Cristian Quintero Venezuela                                                                                       | 22.71      | André Calvelo Brasile                                                                                   | 22.80      |
| 100m                | Breno Correia Brasile                                                                                             | 49.40      | Cristian Quintero Venezuela                                                                                       | 49.86      | Renzo Tjon-A-Joe Suriname                                                                               | 50.12      |
| 200m                | Fernando Scheffer Brasile                                                                                         | 1:50.75    | Cristian Quintero Venezuela                                                                                       | 1:50.89    | Benjamin Hockin Paraguay                                                                                | 1:52.03    |
| 400m                | Guilherme Da Costa Brasile                                                                                        | 3:57.31    | Rafael Davila Venezuela                                                                                           | 3:58.92    | Esteban Enderica Ecuador                                                                                | 4:01.62    |
| 1500m               | Esteban Enderica Ecuador                                                                                          | 15:38.16   | Guilherme Da Costa Brasile                                                                                        | 15:46.60   | Rafael Davila Venezuela                                                                                 | 16:08.12   |
| Dorso               | |            | |            | |            |
| 100m                | Gabriel Fantoni Brasile                                                                                           | 55.89      | Omar Pinzón Colombia                                                                                              | 56.31      | Charles Hockin Paraguay                                                                                 | 56.65      |
| 200m                | Gabriel Fantoni Brasile                                                                                           | 2:04.41    | Matías López Paraguay                                                                                             | 2:04.62    | Omar Pinzón Colombia                                                                                    | 2:05.37    |
| Rana                | |            | |            | |            |
| 100m                | Jorge Murillo Colombia                                                                                            | 1:01.14    | Renato Prono Paraguay                                                                                             | 1:02.10    | Carlos Mahecha Colombia                                                                                 | 1:03.13    |
| 200m                | Jorge Murillo Colombia                                                                                            | 2:14.43    | Carlos Mahecha Colombia                                                                                           | 2:18.49    | Juan Sequera Venezuela                                                                                  | 2:20.95    |
| Farfalla            | |            | |            | |            |
| 100m                | Kaue Carvalho Brasile                                                                                             | 53.90      | Esnáider Reales Colombia                                                                                          | 53.92      | Matheus Gonche Brasile                                                                                  | 54.41      |
| 200m                | Kaue Carvalho Brasile                                                                                             | 2:02.37    | David Arias Colombia                                                                                              | 2:03.37    | Miguel Armijos Ecuador                                                                                  | 2:05.17    |
| Misti               | |            | |            | |            |
| 200m                | Omar Pinzón Colombia                                                                                              | 2:06.37    | Juan Sequera Venezuela                                                                                            | 2:06.58    | Matías López Paraguay                                                                                   | 2:06.96    |
| 400m                | Matías López Paraguay                                                                                             | 4:38.76    | Andy Arteta Venezuela                                                                                             | 4:46.15    | Gustavo Gutiérrez Perù                                                                                  | 4:49.26    |
| Staffette           | |            | |            | |            |
| 4×100m stile libero | Venezuela Jesus López (50.96) Bryan Chavez (49.70) Alberto Mestre Jr. (49.73) Cristian Quintero (49.13)           | 3:19.52    | Brasile Marco Ferreira Júnior (50.90) Breno Correia (48.99) André Luiz de Souza (50.20) Fernando Scheffer (50.04) | 3:20.13    | Colombia Cardenio Fernández (52.25) Esnáider Reales (51.82) Carlos Mahecha (51.78) David Arias (51.67)  | 3:27.52    |
| 4×200m stile libero | Brasile Breno Correia (1:48.30) André Luiz de Souza (1:53.92) Kaue Carvalho (1:53.67) Fernando Scheffer (1:55.80) | 7:31.69    | Venezuela Bryan Chavez (1:54.00) Andy Arteta (1:56.37) Rafael Davila (1:56.53) Cristian Quintero (1:52.89)        | 7:39.79    | Colombia Juan Morales (1:55.01) Omar Pinzón (2:03.30) David Arias (1:57.16) Esnáider Reales (1:54,64)   | 7:50.11    |
| 4×100m misti        | Colombia Omar Pinzón (56.24) Jorge Murillo (1:00.78) Esnáider Reales (54.12) Cardenio Fernández (51.69)           | 3:42.83    | Brasile Gabriel Fanton (55.54) Yuri Vieira (1:04.34) Kaue Carvalho (53.93) Marco Ferreira Júnior (49.34)          | 3:43.15    | Venezuela Robinson Molina (57.81) Juan Sequera (1:03.08) Bryan Chavez (54.92) Cristian Quintero (49.18) | 3:44.99    |
|                     | |            | |            | |            |
| Acque libere        | |            | |            | |            |
| 10 km               | Esteban Enderica Ecuador                                                                                          | 1:52:01.52 | Diego Vera Venezuela                                                                                              | 1:52:19.89 | Wilder Carreño Venezuela                                                                                | 1:54:50.94 |

### Donne
| Evento              | Oro | Tempo   | Argento | Tempo   | Bronzo | Tempo   |
| Stile libero        | |         | |         | |         |
| 50m                 | Isabella Arcila Colombia                                                                                            | 25.25   | Karen Torrez Bolivia                                                                                              | 25.60   | Jeserik Pinto Venezuela                                                                                      | 25.96   |
| 100m                | Isabella Arcila Colombia                                                                                            | 55.81   | Karen Torrez Bolivia                                                                                              | 56.41   | Jeserik Pinto Venezuela                                                                                      | 56.66   |
| 200m                | Gabrielle Roncatto Brasile                                                                                          | 2:04.61 | Rafaela Raurich Brasile                                                                                           | 2:04.80 | María Paula Álvarez Colombia                                                                                 | 2:04.90 |
| 400m                | Kristel Köbrich Cile                                                                                                | 4:19.58 | Gabrielle Roncatto Brasile                                                                                        | 4:25.70 | María Paula Álvarez Colombia                                                                                 | 4:25.88 |
| 800m                | Kristel Köbrich Cile                                                                                                | 8:47.82 | Samantha Arévalo Ecuador                                                                                          | 9:00.95 | Beatriz Dizotti Brasile                                                                                      | 9:02.76 |
| Dorso               | |         | |         | |         |
| 100m                | Isabella Arcila Colombia                                                                                            | 1:01.82 | Fernanda Goeij Brasile                                                                                            | 1:02.94 | McKenna DeBever Perù                                                                                         | 1:04.88 |
| 200m                | Andrea Hurtado Perù                                                                                                 | 2:19.13 | Fernanda Goeij Brasile                                                                                            | 2:19.55 | Sofía Melo Colombia                                                                                          | 2:22.94 |
| Rana                | |         | |         | |         |
| 100m                | Ana Carolina Vieira Brasile                                                                                         | 1:11.59 | Mercedes Toledo Venezuela                                                                                         | 1:11.83 | Bruna Monteiro Leme Brasile                                                                                  | 1:11.84 |
| 200m                | Bruna Monteiro Leme Brasile                                                                                         | 2:35.67 | Beatriz Brandão Lysy Brasile                                                                                      | 2:35.79 | Mercedes Toledo Venezuela                                                                                    | 2:37.16 |
| Farfalla            | |         | |         | |         |
| 100m                | Jeserik Pinto Venezuela                                                                                             | 1:00.70 | Karen Torrez Bolivia                                                                                              | 1:00.96 | Clarissa Rodrigues Brasile                                                                                   | 1:02.40 |
| 200m                | Beatriz Dizotti Brasile                                                                                             | 2:18.59 | Azra Avdic Perù                                                                                                   | 2:20.37 | María Román Colombia                                                                                         | 2:21.98 |
| Misti               | |         | |         | |         |
| 200m                | Gabrielle Roncatto Brasile                                                                                          | 2:20.11 | Bruna Monteiro Leme Brasile                                                                                       | 2:20.88 | McKenna DeBever Perù                                                                                         | 2:21.25 |
| 400m                | Gabrielle Roncatto Brasile                                                                                          | 5:04.91 | Azra Avdic Perù                                                                                                   | 5:05.02 | María Román Colombia                                                                                         | 5:12.72 |
| Staffette           | |         | |         | |         |
| 4×100m stile libero | Brasile Ana Carolina Vieira (57.63) Camila Mello (56.70) Clarissa Rodrigues (58.00) Rafaela Raurich (57.88)         | 3:50.21 | Colombia Valentina Becerra (59.94) Karen Durango (1:00.14) María Paula Álvarez (58.24) Isabella Arcila (56.19)    | 3:54.21 | Venezuela Fabiana Pesce (1:00.35) Andrea Garrido (59.60) Mariangela Cincotti (1:00.35) Jeserik Pinto (56.11) | 3:56.41 |
| 4×200m stile libero | Brasile Ana Carolina Vieira (2:05.86) Camila Mello (2:04.54) Rafaela Raurich Gabrielle Roncatto                     | 8:31.93 | Colombia Karen Durango (2:09.89) María Román (2:09.68) Isabella Arcila (2:07.67) María Paula Álvarez (2:05.60)    | 8:32.84 | Perù Jessica Cattaneo (2:08.05) Azra Avdic (2:06.93) Andrea Hurtado (2:10.32) María Bramont-Arias (2:10.99)  | 8:36.29 |
| 4×100m misti        | Brasile Fernanda Goeij (1:03.61) Ana Carolina Vieira (1:11.40) Clarissa Rodrigues (1:02.06) Rafaela Raurich (56.61) | 4:13.68 | Colombia Isabella Arcila (1:02.57) Karina Vivas (1:11.53) Valentina Becerra (1:02.55) Maria Paula Álvarez (57.68) | 4:14.33 | Perù Andrea Hurtado (1:06.76) McKenna DeBever (1:16.30) Azra Avdic (1:04.81) Jessica Cattaneo (58.63)        | 4:26.50 |
| Acque libere        | |         | |         | |         |
| 10km                | Samantha Arévalo Ecuador                                                                                            | 2:05:49 | Romina Imwinkelried Argentina                                                                                     | 2:06:47 | Nataly Caldas Ecuador                                                                                        | 2:10:25 |